# Françoise Gaujour
 (juin 2013).
Si vous disposez d'ouvrages ou d'articles de référence ou si vous connaissez des sites web de qualité traitant du thème abordé ici, merci de compléter l'article en donnant les références utiles à sa vérifiabilité et en les liant à la section « Notes et références ».
Françoise Gaujour, née le 10 décembre 1950 à Paris 14e et morte le 30 octobre 2019 à Paris 13e, est une journaliste française, la première femme présentatrice d’une revue de presse à la radio, à France Inter, dans les années 1980.

## Biographie

### Famille et formation
Après une enfance au Sénégal  où son père, le général de l’armée de l’air, Robert Gaujour,, est chef d’état major des armées de l’Afrique-Occidentale française (AOF) de 1955 à 1960, la famille Gaujour rentre en France.
Françoise Gaujour étudie au lycée d’Argenteuil puis intègre en 1969 l'École supérieure de journalisme de Paris, rue de Rennes à Paris. En même temps, elle étudie le droit à la faculté d'Assas.

### Parcours professionnel

#### Presse écrite
C’est un stage à L'Aurore en 1970, le quotidien de Robert Lazurick qui marque le début de sa carrière de journaliste. C’est là que Françoise Gaujour rencontre notamment Pierre Desproges, alors journaliste d'informations générales (faits divers) à la rédaction. Elle travaille en même temps comme pigiste dans l’émission Midi Trente présentée sur La Une par Danièle Gilbert.
Embauchée par L’Aurore comme jeune reporter en 1971 , elle a pour directeur Bernard Morrot qui lui confie la responsabilité d’une des premières chroniques consacrées dans la « grande presse » à l’« environnement », un mot nouveau à l'époque.
En 1977, elle écrit un livre intitulé Un chasseur nommé Giscard (sous-titré Essai de psychologie féodale) aux éditions Alain Moreau qui lui vaut quelques anicroches avec le pouvoir en place mais qui demeure comme l’un des premiers ouvrages de référence, dénonciateur de la chasse et précurseur de la défense de l’écologie et de l’environnement.

#### Radio
En octobre 1977, Françoise Gaujour entre à la rédaction de France Inter, alors dirigée par Jean Lefèvre (journaliste). Elle y est reporter, puis grand reporter. Présentatrice d’un chronique d’humeur à 8 h 15, puis d’une autre à 8 h 20 (devenue « Bonjour la Pub ». Présentatrice du journal de 7 h 30 et de 9 h 0, analyste au service politique, finalement, en 1985, elle fait partie de l’équipe d’Inter matin avec Philippe Caloni. Présentatrice éditorialiste de la revue de presse à 8 h 30, qui fut l’un des succès d’audience de la radio, elle y emmène un ton nouveau, de l’humour, et une décontraction nouvelle dans les revues de presse traditionnellement très classiques de la période de l’après-gaullisme. À cette époque, elle contribue à faire connaître certains journalistes et chroniqueurs…
« Francoise Gaujour est devenue la première meneuse de revue de presse radiophonique » écrit Marie Claire en avril 1987.
En 1987, elle écrit un second livre intitulé La séduction est leur métier aux éditions Carrère, consacré au marketing des hommes politiques pour séduire leurs électeurs.

#### Télévision
À cette même époque, elle quitte France Inter pour la télévision. Françoise Gaujour fait partie de ceux qui ont tenté ce qu’on a appelé « la grande aventure de la 5 ». En février 1986 était née en effet la première télévision nationale et privée lancée en France par Silvio Berlusconi.
À La Cinq, Françoise Gaujour est d’abord reporter au service politique. Puis elle co-présente avec Jean-Claude Laval une grande émission intitulée Public, un talk show diffusé à la mi-journée avant le journal de 13 h présenté par Jean-Claude Bourret. Parmi les jeunes chroniqueurs de cette époque figurent Bernard Mabille et Jean-Luc Petitrenault. À partir du 4 avril 1991, Pascal Josèphe lui confie la charge de A la Cantonade, une émission diffusée en 2e partie de soirée qui traite de l’actualité des médias, pub et communication… puis de C’est tout com tournée dans le décor des agences de publicité et consacrée aux mêmes thèmes.
Après la mort de La Cinq et grâce à Gérard Louvin, la journaliste répond aux question des téléspectateurs dans Sacrée Soirée une émission à succès présentée par Jean-Pierre Foucault sur TF1.
En 1993, Françoise Gaujour se retrouve à Télé-Monte-Carlo (TMC) à Monaco. Elle y présente le journal de 19 h.
En 1993 Jérôme Bellay l’appelle pour présenter une émission économique à RMC toujours à Monaco. 45 minutes pour l’emploi est l’une des premières émissions consacrées au chômage et la crise qui débute alors. L’émission est un vrai dialogue avec les auditeurs à la recherche d’emploi. Une ligne de la radio leur est ouverte toute la journée ainsi qu’un standard spécial.
En août 1994, elle part pour RTL TV à Metz dirigée par Hugues Durocher. En janvier la chaîne crée un bureau à Paris, situé au CNIT à la Défense, elle en sera la directrice.
En janvier 1995, RTL TV devient RTL9 ; elle devient productrice et présentatrice de l’émission F comme Femme, plus de 6 h d’antenne en direct. Elle recrute des chroniqueurs comme Caroline Barclay, alors l’épouse du producteur de musique Eddie Barclay ou Valérie-Anne Giscard d'Estaing, qui vient parler des « Inventions », et Gonzague Saint Bris.
En 1996, Françoise Gaujour entre à Europe 1 sous la direction de Jérôme Bellay ; elle y présentera diverses chroniques et émissions ainsi que la revue de presse, encore, pendant les vacances du titulaire, Michel Grossiord. Elle est responsable d'une chronique intitulée « Europe plus » qui obtient un bon succès d’audience dans la matinale. Puis elle devient critique d’art au service Culture.

#### Photographie
Françoise Gaujour est aussi photographe. Elle expose ses travaux photographiques à travers le monde.

### Décès
Françoise Gaujour meurt le 30 octobre 2019 à l'âge de 68 ans, après deux années de lutte contre la maladie de Charcot. Elle est inhumée le 6 novembre au cimetière parisien de Bagneux.

## Publications
- Un chasseur nommé Giscard, Éditions Alain Moreau
- La Séduction est leur métier 1987, Éditions Carrère